# ديسونرد 2
ديسونرد 2 (بالإنجليزية: 2 Dishonored)‏ هي لعبة فيديو من نوع تسلل وأكشن-مغامرات من منظور الشخص الأول واللعبة الثانية من ديسونرد تم تطويرها عن طريق شركة أركين ستوديوز وقامت بنشرها شركة بيثيسدا سوفت ووركس ، صدرت في نوفمبر 2016 لأجهزة مايكروسوفت ويندوز،بلاي ستيشن 4 وإكس بوكس ون.

## روابط خارجية
- ديسونرد 2 على موقع IMDb (الإنجليزية)